# Robert Trujillo
Rob Trujillo nebo Robert Trujillo, vlastním jménem Roberto Agustín Miguel Santiago Samuel Trujillo Veracruz (* 23. října 1964) je americký baskytarista a příležitostný skladatel. Od roku 2003 do současnosti hraje v kapele Metallica. Dříve hrál ve skupinách Suicidal Tendencies, Infectious Grooves, Black Label Society či v doprovodné kapele Ozzyho Osbourna.

## Začátky
Má rodinné kořeny mexické a Indiánů kmene Cherokee. Vyrostl v Culver City v Kalifornii, kde jeho otec byl učitelem na střední škole. K hudbě ho přivedla hlavně matka, která obdivovala skupinu Motown, hudebníky jako Marvin Gaye, James Brown, Sly a Family Stone. Trujillo uvedl, že Jaco [Pastorius] byl hrdinou jeho dospívání a že tento ikonický jazzový basista změnil jeho pohled na to, co basová kytara dokáže zahrát. Současně obdivoval hudbu Black Sabbath, Ozzyho Osbourna, Rush a Led Zeppelin. V 19 letech vstoupil do jazzové školy s úmyslem stát se studiovým hudebníkem, ale vášeň pro rock a metal v jeho kariéře převážila.

## Diskografie
- Black Label Society
  - 1919 Eternal - 2002
  - Boozed, Broozed, and Broken-Boned (živé DVD) - 2002
- Jerry Cantrell
  - Degradation Trip - 2002
  - Degradation Trip Volumes 1 & 2 - 2002
- Infectious Grooves
  - The Plague That Makes Your Booty Move...It's the Infectious Grooves - 1991
  - Sarsippius' Ark - 1993
  - Groove Family Cyco - 1994
  - Mas Borracho - 2000
- Suicidal Tendencies
  - Controlled By Hatred/Feel Like Shit...Déjà Vu- 1989 (uveden jako „Stymee“)
  - Lights...Camera...Revolution! - 1990
  - Art Of Rebellion - 1992
  - Still Cyco After All These Years -1993
  - Suicidal For Life - 1994
  - Prime Cuts - 1997
- Glenn Tipton
  - Baptizm of Fire - 1997
- Mass Mental
  - How To Write Love Songs - 1999
  - Live In Tokyo - 2001
- Ozzy Osbourne
  - Down to Earth - 2001
  - Blizzard Of Ozz Reissue - 2002
  - Diary of a Madman Reissue - 2002
  - Live At Budokan - 2002
  - Patient Number 9 - 2022
- Metallica
  - St. Anger (pouze živé DVD ze zkušebny) - 2003
  - Death Magnetic - 2008
  - Hardwired… to Self-Destruct - 2016
  - 72 Seasons - 2023